# Dick Advocaat
Dirk Nicolaas "Dick" Advocaat (ˈdɪk ɑtfoˑˈkaˑt; n. 27 septembrie 1947, Haga) este un antrenor neerlandez de fotbal, fost jucător profesionist.